# Caracol (relojería)

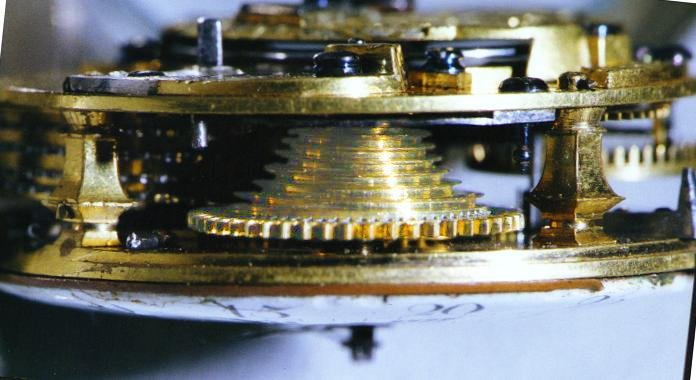
Caracol o huso en un mecanismo de relojería (1760)

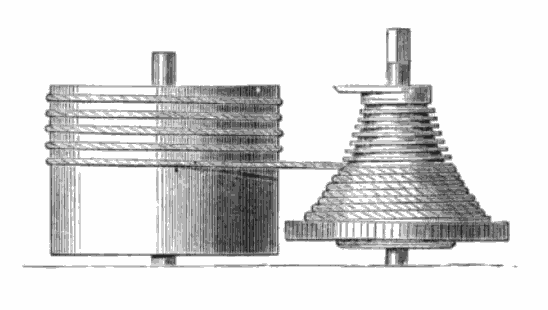
Grabado con la imagen de un caracol (Thomas Minchin Goodeve (1897))

El caracol (a veces denominado huso y también por su nombre francés, fusée) es un dispositívo mecánico utilizado en algunos relojes mecánicos antiguos impulsados por un resorte espiral (tradicionalmente conocidos como "relojes de cuerda"), con el fin de hacer constante la fuerza suministrada a la maquinaria por el resorte motor. Consiste en una polea de forma troncocónica con un surco helicoidal a su alrededor por el que discurre un cordón o una cadena, cuyo otro extremo está sujeto al barrilete que aloja el resorte motor.
Fue utilizado entre el siglo XV y el comienzo del siglo XX para mejorar la precisión de los cronómetros, al permitir igualar la fuerza ejercida por el barrilete a medida que el resorte motor se va destensando. El coleccionista británico Gawaine Baillie (1934-2003) afirmó que "Quizás ningún otro problema mecánico haya sido nunca solucionado tan sencilla y tan perfectamente".

## Etimología

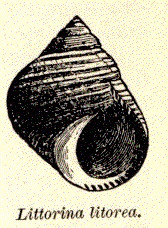
Caracol marino

En español se utilizan indistintamente las denominaciones caracol y huso, que se consideran sinónimas. Ambas están inspiradas en la forma de la polea cónica del mecanismo, que recuerda tanto a un huso textil como a un caracol marino.
La palabra francesa fusée procede del latín tardío fusata, que significa 'huso lleno de hilo'. Sin embargo, en el francés moderno el término fusée ha pasado a tener el significado de "cohete" o "nave espacial", aunque también se sigue utilizando para referirse al dispositivo.
La palabra fue trasladada al inglés con la forma fusee, estando documentado su uso desde 1622.

## Historia

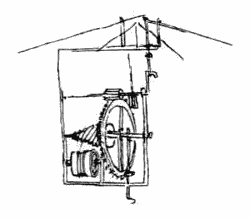
Dibujo de una máquina que incorpora un caracol, realizado por Leonardo da Vinci alrededor de 1490.

El origen exacto del caracol es desconocido. Muchas fuentes dan crédito erróneamente como su inventor al relojero Jacob Zech de Praga alrededor de 1525, pero en realidad, el caracol apareció con los primeros relojes accionados mediante resortes ya en el siglo XV. La idea probablemente no partió de los relojeros, teniendo en cuenta que el ejemplo conocido más antiguo de este mecanismo es el dibujo de una ballesta tensada con un torno que aparece en un manuscrito militar de 1405. Dibujos del siglo XV de Filippo Brunelleschi y de Leonardo da Vinci muestran claramente mecanismos dotados de caracol. El reloj con caracol más antiguo que se conserva, también el más antiguo impulsado por un resorte, es el Burgunderuhr (reloj Burgundio), un reloj de cámara cuya iconografía sugiere que fue construido para Felipe el Bueno, Duque de Burgundia, aproximadamente en 1430. Actualmemte se exhibe en el Museo Nacional Germano. El reloj más antiguo datado con certeza dotado de caracol fue construido por Zech en 1525.

El momento torsor proporcionado por un resorte motor disminuye linealmente a medida que el muelle se destensa durante el período de funcionamiento del reloj. El propósito del caracol es hacer constante el momento torsor suministrado por el resorte.

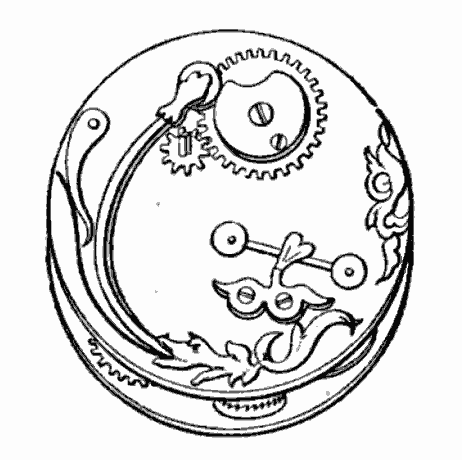
Reloj de 1500 con stackfreed (parte superior).

Los resortes fueron empleados a partir del siglo XV en el accionamiento de los relojes para hacerlos más pequeños y portables. Estos primeros relojes impulsados por resortes eran mucho menos precisos que los relojes accionados por contrapesos. A diferencia de un peso suspendido de un cordón, que ejerce una fuerza constante para hacer girar los engranajes del reloj, la fuerza que un resorte espiral ejerce disminuye a medida que el muelle se destensa. El primitivo mecanismo regulador foliot, utilizado en todos estos primeros relojes, era sensible a los cambios en la fuerza de impulsión. Los relojes accionados por resortes marchaban más despacio con el paso del tiempo a medida que el muelle motor se iba desenrollando. Este problema se denomina "falta de isocronismo".
Con los primeros relojes de cuerda aparecieron dos soluciones a este problema; el stackfreed y el caracol. El stackfreed, una tosca leva compensadora, añadía mucha fricción, y fue abandonado después de menos de un siglo. El caracol era una idea mucho más duradera. Cuando el mecanismo del reloj estaba en marcha, la forma ahusada de la polea del caracol modifba continuamente la relación de transmisión, compensando la disminución de la fuerza del muelle.Los relojeros, aparentemente de forma empírica, descubrieron la forma correcta para el caracol, que no es un cono sencillo si no un hiperboloide. Los primeros caracoles eran largos y esbeltos, pero posteriormente se adoptaron formas más compactas, convirtiéndose en el método estándar para conseguir fuerza constante de un resorte espiral, siendo utilizado en la mayoría de los relojes accionados por resorte portables desde que aparecieron en el siglo XVII.
Al principio, el cordón del caracol se hacía con tripas de animales, o a veces con cable. Alrededor de 1650 se empezaron a utilizar cadenas, cuya duración era mucho mayor. Gruet De Ginebra es ampliamente reconocido como su introductor en 1664, a pesar de que la primera referencia a un caracol con cadena es de alrededor de 1540. Los caracoles diseñados para usar cordones pueden distinguirse por sus surcos, con una sección transversal circular, mientras que los diseñados para usar cadenas tienen surcos de perfil rectangular.
Alrededor de 1726, John Harrison añadió el caracol a sus cronómetros marinos, pasando a ser un mecanismo generalmente adoptado desde entonces.

## Funcionamiento

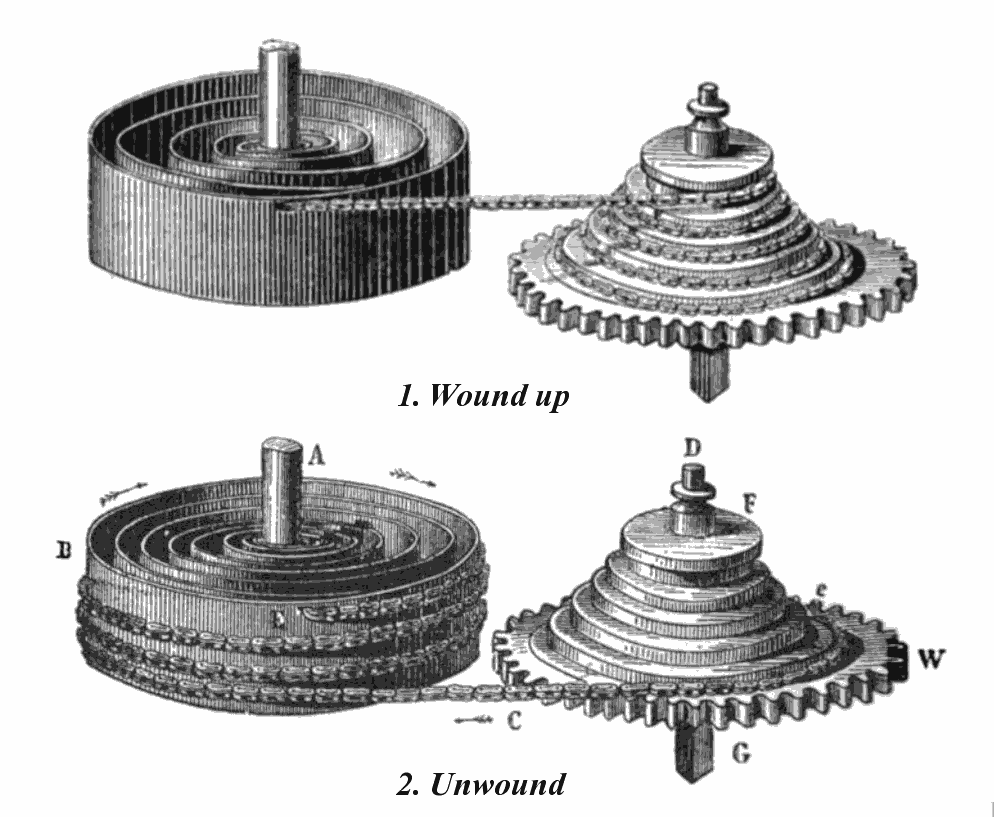
Caracol y barrilete con el resorte en su interior, mostrando su funcionamiento. (A) vástago del muelle, (B) barrilete, (C) cadena, (D) vástago del caracol, (e) ataque de la cadena en el caracol, (F) caracol, (G) vástago de la cuerda, (W) engranaje motriz.

El resorte motor está enrollado alrededor de un eje fijo (mandril), situado dentro de una caja cilíndrica, el barrilete. La fuerza del muelle hace girar el barrilete. El barrilete a su vez hace girar al caracol al tirar de la cadena, y por último el caracol impulsa los enganajes del reloj.
1. Cuándo el muelle está tensado (Figura 1), toda la cadena está envuelta alrededor del caracol de abajo a arriba, y el extremo que va al barrilete sale de la parte superior, la más estrecha del caracol. De este modo, la máxima tracción correspondiente al muelle recién tensado, está aplicada a la sección del caracol de menor diámetro, por lo que el momento torsor en el caracol queda reducido por el mínimo brazo de palanca debido al pequeño radio.
2. Cuando el reloj lleva un tiempo funcionando, la cadena se va desenrollando desde la parte superior a la inferior del caracol, mientras se va enrollando en el barrilete.
3. Cuando el resorte motor está a punto de destensarse (Figura 2), la mayor parte de la cadena está envuelta en el barrilete, ocupando en el otro extremo los surcos inferiores del caracol, los de mayor diámetro. En este punto, la tracción más débil del resorte motor está aplicada al radio más grande del fondo del caracol. El mayor momento torsor proporcionado por el radio más grande en el caracol, compensa la fuerza más débil del muelle, manteniendo el momento torsor de tracción constante.
4. Para dar cuerda al reloj de nuevo, se encaja una llave en el vástago de sección cuadrada del caracol, haciéndolo girar. La tracción desde el caracol hace que la cadena se desenrolle del barrilete y vuelva al caracol, haciendo girar al barrilete y tensando el resorte motor. La presencia del caracol conlleva que la fuerza necesaria para dar cuerda al reloj es constante; y no aumenta a medida que el muelle se va tensando.

El engranaje del caracol arrastra al tren de ruedas dentadas del movimiento del reloj, y normalmente es la rueda central. Un trinquete situado entre el caracol y su engranaje (no visible, ubicado dentro del caracol) impide al caracol hacer girar hacia atrás el tren de ruedas del reloj mientras se le da cuerda. En relojes de calidad y en caracoles muchos más tardíos, también se incluye un muelle motor auxiliar para proporcionar provisionalmente la fuerza necesaria para mantener el reloj en movimiento mientras se le da cuerda. Este tipo se apellida un caracol de marcha. Normalmente se trata de un engranaje planetario (engranaje planetario) situado en la base del "cono" del caracol, que se carga en la dirección de giro opuesta a la del muelle principal, y por lo tanto es capaz de mantener el reloj en marcha mientras se le da cuerda.
Más relojes con caracol incluyen un mecanismo de 'tope de la cuerda' para impedir que el muelle principal y el caracol se tensen demasiado, rompiendo posiblemente la cadena. A medida que se da cuerda, la cadena se va enrollando hacia la parte superior del caracol. Cuando llega a la parte superior, impulsa una palanca que a su vez mueve un fleje de metal que inmoviliza el caracol por su borde exterior, impidiendo el sobretesado de la cadena.

## Obsolescencia

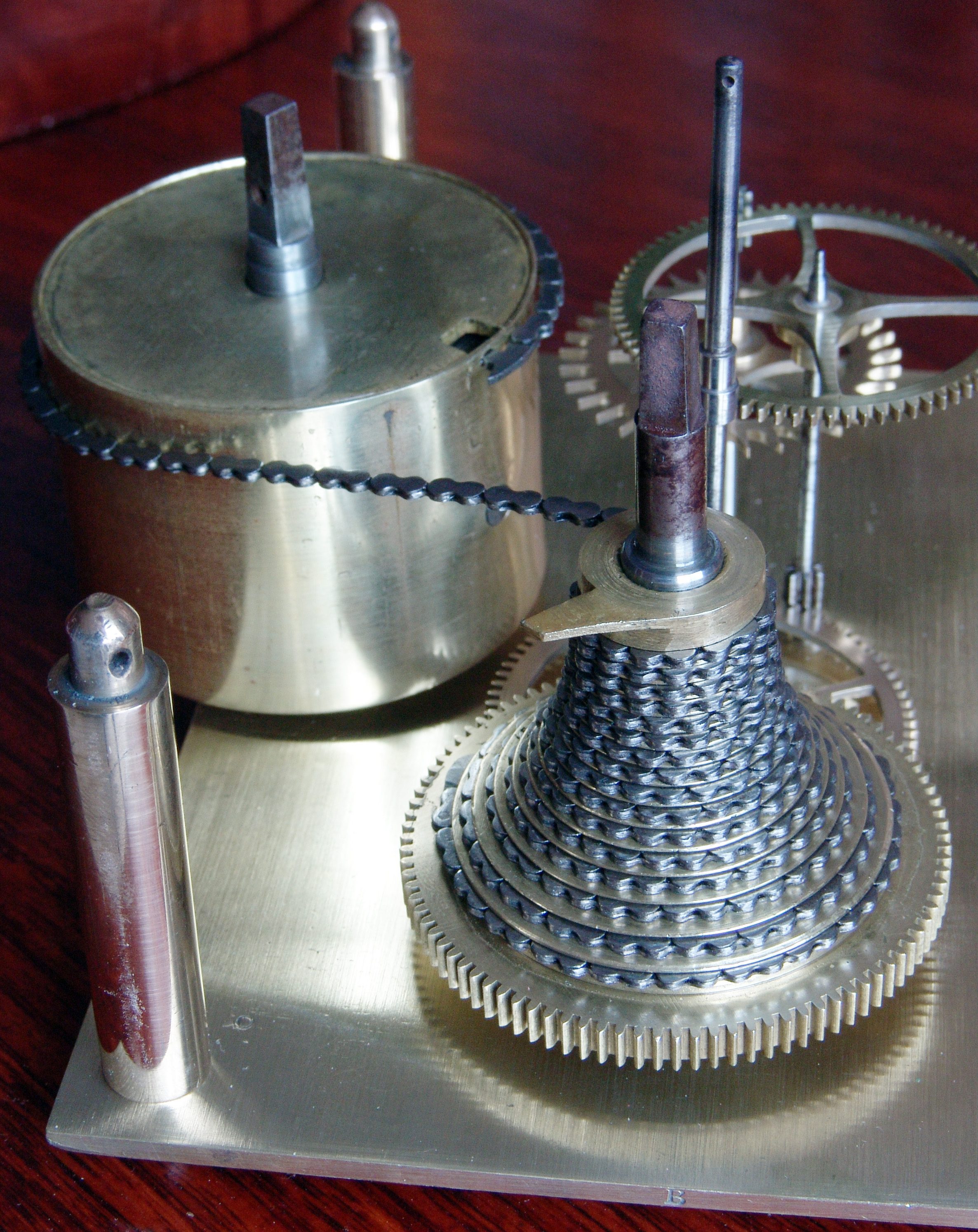
Mecanismo de un reloj desmontado, mostrando el caracol

El caracol era un buen compensador del resorte motor, pero también era caro, difícil de ajustar, y tenía otras desventajas:
- Era alto y voluminoso, provocando que los relojes de bolsillo fueran gruesos y con un aspecto pasado de moda.[13]
- Si el muelle se rompía y tenía que ser reemplazado (una avería frecuente con los primeros muelles), el caracol tenía que ser reajustado al nuevo muelle.
- Si se rompía la cadena del caracol, la fuerza del muelle principal podía convertirla en un látigo, haciéndola girar bruscamente en el interior del reloj y pudiendo causar daños de importancia.

Debe señalarse que el isocronismo fue reconocido como un serio problema durante los 500 años de historia de los relojes impulsados por resortes. Muchos componentes mecánicos fueron mejoradas gradualmente para mejorar el isocronismo, y finalmente el uso del caracol llegó a ser innecesario en la mayoría de los relojes de cuerda.
La invención del péndulo y del resorte regulador a mediados del siglo XVII hizo los relojes mucho más isócronos, al utilizar un oscilador armónico, con un "latido" natural resistente a modificarse. El reloj de péndulo con escape de áncora, inventado en 1670, era suficientemente independiente de la fuerza motriz, de modo que solo unos pocos de este tipo utilizaron el caracol.
En relojes de bolsillo, el escape de corona, que requería el uso del caracol, fue gradualmente reemplazado por escapes cada vez menos sensibles a los cambios en la fuerza del resorte motor, como el escape cilíndrico y más tarde otros tipos de escapes. En 1760, Jean-Antoine Lépine, para prescindir del caracol, inventó un tipo de barrilete que permitía accionar el tren de engranajes del reloj directamente. Este barrilete contenía un muelle muy largo, del que solo se aprovechaban unas pocas vueltas para accionar el reloj. Consiguientemente, solo era utilizada una pequeña parte de la "curva de par motor" del resorte, donde el torsor era aproximadamente constante. En la década de 1780, tratando de conseguir relojes cada vez más delgados, los relojeros franceses adoptaron este tipo el barrilete en combinación con el escape cilíndrico. Hacia 1850, las industrias relojeras suizas y americanas empleaban el barrilete de Lépine exclusivamente, auxiliado por nuevos métodos para ajustar el resorte motor de modo que fuese isócrono. Sin embargo, Inglaterra continuó fabricando relojes voluminosos utilizando el caracol hasta aproximadamente 1900, cuando ya se habían convertido en modelos económicos vendidos a las clases bajas, siendo llamados despectivamente nabos ("turnips" en inglés). Posteriormente, el único uso remanente para el caracol era en la maquinaria de los cronómetros marinos, donde se requería la más alta precisión, y su volumen era una desventaja menor, hasta que quedaron definitivamente obsoletos en la década de 1970.